# Taragoña
Taragoña o Divino Salvador de Taragoña (llamada oficialmente San Salvador de Taragoña) es una parroquia española del municipio de Rianjo, en la provincia de La Coruña, Galicia.

## Límites
Limita al norte con el ayuntamiento de Boiro y la parroquia de Araño, al oeste con el ayuntamiento de Boiro, al este con las parroquias de Asados y Rianjo y al sur con la ría de Arosa.

## Entidades de población
Entidades de población que forman parte de la parroquia:
- A Burata
- A Coviña
- A Cruz
- A Iglesia (A Igrexa)
- A Laxe
- As Pedriñas
- A Rebolta Das Martas (Burato)
- Burato (O Burato)
- Campo da Feira (O Campo da Feira)
- Campo de Pazos (Campos de Pazos)
- Cartomil
- Chorente
- Corques
- Cubide (Cuvide)
- Dorna
- Fachán
- Fonte Susán
- Iñobre
- Monte de Dorna (O Monte de Dorna)
- O Castriño
- O Cruceiro
- O Moroso
- Ourille
- Ourolo
- Outeiro
- Paradela
- Pastoriza
- Senra (A Senra)
- Té

## Demografía
| Gráfica de evolución demográfica de Taragoña entre 2000 y 2019 |
|                                                                |
| Datos según el nomenclátor publicado por el INE.               |